# ابنة الريح (رواية)
ابنة الريح هو عنوان رواية للكاتبة اليمنية شذى الخطيب وهي الرواية الثالثة لها ونشرت في نهاية عام 2013 م عبر دار سما الكويتية 
وقد شاركت منذ ظهورها في العديد من معارض الكتاب ابتداء من معرض الشارقة للكتاب عام 2013 م

## ابنة الريح
ابنة الريح رواية كتبتها الروائية شذى الخطيب بعد فترة حاولت فيها البحث عن فكرة جديدة بعد نشرها لروايتها الثانية أوراق رابعة، والتي نزعت إعجاب الكثير من القراء 
فلم تجد فكرتها إلا في نظرات جذابة لفتاة شفافة الحسن لجمالها وبراءتها وهدوء نبراتها.. وكانت هي عبق ابنة الريح. وإن كانت الشخصية حقيقة كصورة وقعت في نفسية الكاتبة إلا أن رسم الشخصية من خيال الكاتبة التي ظلت تبحث عن فكرة مناسبة تكمن في الرجل الذي سيكون طرف مهم يقابل الفتاة في الرواية، فما إن عثرت عليه استطاع بشخصيته وهيئته أن تتولد تفاصيل حكاية ابنة الريح، والتي تجمع بين شخصيتي (رعد) و (عبق) بين رجل وفتاة، بين أستاذ وطالبة، بين عاشق وعاشقة، بين حلال وحرام، بين وطن وغربة، بين عاطفة وفكر، بين إيمان وإلحاد، بين بحر ويابسة، بين حب وخيانة، بين ريح ومطر.
تدور الأحداث في قبرص حيث الغربة حيث الموج العالي والغيث والريح ففي سرعة دراجة كانت كالريح خطفت عبق قلب رعد وما بين ريح وبحر عشقت عبق رعد، فجمع بينهما القدر فوحده القادر على ذلك. والقادر على وهب الحب والأمل، وعلى سرقة الحياة والفرح. وفي النهاية سوف تشرق الشمس يوما على تمثال ربما ينطق لتعود حياة لعبق.. وهنا ندرك أن لا رحمة إلا رحمة الرب.

## راي النقاد

### الشاعرة فدوى الزياني
هي الرواية التي لم تكن أقل من أخواتها كتبت بحروف من خلود على صفحات الزمن، إنها أُغنيات الأطفال في الصباح، وقصائد العشاق في انتصافة ليل، إنها العبارات الشغوفة التي نحفظها، نرتلها، نُخبؤها تحت الوسادة لعلنا نولد أبطالا في رواية أخرى للكاتبة... «هذا ما عبرت عنه الشاعرة المغربية» فدوى الزياني صاحبة ديوان خريف أزرق التي أصدرته هذا العام توازيا مع رواية ابنة الريح.

### القاصة أسماء أحمد ضيف الله
وقالت عنها الصحفية والقاصة اليمنية «أسماء أحمد ضيف الله» أنها رواية أثبتت فيها الكاتبة أنها تخطو بخطوات ثابته في عالم الأدب الروائي وتتطور باستمرار في أدواتها الفنية. وبابنة الريح استطاعت أن تجمع بين الرواية والقصيدة، وكأنك تبحر في عالم الشعر النثري بأحداث تلهب الإحساس والفكر فتتابعها بنفس واحد من البداية حتى النهاية، فنغوص فيها وكأننا نغرق في عمق البحر الأبيض المتوسط لروعة جمال الرواية لنفيق أننا لازلنا على الأرض وتحديدا في قبرص جزيرة الجمال.

### الناقد وليد عثماني
تتتطاير الكلمات من ريشة الفنان، تفر منه، من عنف الزمانِ. لترسم ما لم تقله العِبارات، وخطَّته سيول العَبَرَاتِ... فراشاتٍ محلّقة في رياض الأحلام، وفي الغاب، وفي أمواج البحر.. وفي أرجاء الدنيا، والمدينة السابحة، المترامية... الراقصة. لتحط الرحال عند بـحيرة الإبداع يغترف الناهل من خيالها العذب ما يروي ويغري... «ابنة الريح» صورة لإحدى فراشات العالم. يتجلى جمال الكون فيها على رفة من ذلك الجناح الفواح عبقا، المتناثر دررا... رسمتها الروائية شذى بسحر من الكلمات، وألوان من فنيات التعبير. تراوحت بين الرمزية في ثوبها الميثولوجي؛ الذي يتمازج ببراعة متناهية في التداخل مع الخيال. وبين الواقع بمجرياته ومقتضياته.. مشَكِّلة بذلك فسيفسائية من رحلات السندباد، وجمال فينوس، والحكمة، والصبر الجميل، والدمع الرقراق.. على أرض الواقع المتاخم لحدود الكمال والتمام. ليتواشجا معا ويرسما لوحة أبدعتها ريشة مقتدر..
ابنة الريح قبسة من عالم "شذى الخطيب" السردي رسمت فيها بكل فنية عالم عبق المرح المكتنز.. الثري بكل ألوان الحياة من فرح، وسرور، ودموع، وفن، ورسم، ورقص، ونحت وحب، وعشق، وعطف، وحنان. وأمومة... سعت شذى إلى تقديم لوحة مرسومة بدقة وتفان متكامل؛ وذلك على مستوى ألوان الشخصيات، وتمازجها بعضا ببعض. فكرة تتجسد بتجلياتها المعتادة وغير المعتادة، تتجلى بظلالها وانعكاساتها، ألوان تسعى وتتحرك قصد التحرر والحرية، ألوان وُجدت لتُلون وتُبهج ولتُسعد الناظر وتُسلي عن صنوف الاكتئاب والتجهم.. ألوان وُجدت لتُثمد مقلة سُهِّدت بالدمع والسواد... فابنة الريح مرة أخرى رسم بالكلمات، ودفقة فن حينما تتآلف الألوان عبارات تتطاير مع الريح أبطالا تطل بحب، وعوالم للأنس... فكم جميل أن تـُخرجَ من لوحةِ الفنان قناديلَ للـحريةِ والـحبِّ والـجمالِ.. تتحدّى الليل العاجز، وتُفَتِّقَ عبق المُهَجِ توهّجا لعيونِ المحبين..." هذا ما قاله عنها الناقد الجزائري وليد عثماني المتابع الجيد لإنتاج "شذى الخطيب" الأدبي.